# أولادفنان الغربيين (أولاد فنان)
أولادفنان الغربيين هي إحدى مشيخات المملكة المغربية، تتبع جغرافيا لإقليم خريبكة وإداريًا لأولاد فنان. يقدر عدد سكانها بـ 4,099 نسمة حسب الإحصاء الرسمي للسكان والسكنى لسنة 2004.